# Ichoyahb III
 (juin 2011).
Si vous disposez d'ouvrages ou d'articles de référence ou si vous connaissez des sites web de qualité traitant du thème abordé ici, merci de compléter l'article en donnant les références utiles à sa vérifiabilité et en les liant à la section « Notes et références ».
Ichoyahb III fut catholicos de l'Église apostolique assyrienne de l'Orient de 650 à 660 environ,.

## Biographie
Fils d'un noble perse nommé Bastuhmag, il fut élève de l'école de Nisibe, puis moine au fameux monastère de Beth'Abhé, et devint ensuite métropolite d'Erbil. Élu catholicos, il excommunia Sahdona, dont le Livre de la perfection avait été condamné par un synode en 647 pour des formulations incompatibles avec le nestorianisme. Sahdona se réfugia d'abord auprès de Cyriaque, métropolite de Nisibe, favorable au rapprochement avec l'Église byzantine et sa théologie, puis changea d'Église et fut nommé évêque melkite d'Édesse.
Ichoyahb III fut également confronté au schisme de la province du Fars (dont la métropole était Rew-Ardachir, et dont dépendaient les Églises du golfe Persique et de l'Inde). Cette province, depuis toujours d'esprit indépendant et séparée de Ctésiphon (à cause de la conquête musulmane progressive de la Perse) de 636 à 649, eut du mal à se soumettre à nouveau au catholicos et à solliciter de lui les investitures épiscopales. Un synode provincial proclama l'autocéphalie. Ichoyahb III dut se déplacer à Rew-Ardachir pour se réconcilier avec le métropolite Simon.
La crise s'étendit aux cinq évêchés de Bahreïn ou du Qatar (Beth Qaṭrāyé en syriaque), qui supportaient mal d'être soumis hiérarchiquement au métropolite de Rew-Ardachir, et dirigèrent alors aussi cette revendication d'autonomie contre le catholicos. Ichoyahb III répliqua en déposant les cinq évêques et en appelant directement les laïcs et les moines à rester fidèles au catholicos. Les cinq évêques se réunirent en synode et proclamèrent leur autonomie ; ils sollicitèrent la protection des autorités musulmanes contre les « prétentions » du catholicos et du métropolite (dépôt des actes du synode auprès des autorités musulmanes). Cette crise affaiblit l'Église chrétienne dans cette région, mais l'existence des chrétiens du Beth Qaṭrāyé est documentée jusqu'à la fin du IXe siècle.
Mais Ichoyahb III fut confronté aussi à la défection des chrétiens d'Oman (appelé Mazun à l'époque) : 

« Pourquoi donc vos Mazunayé ont-ils abandonné leur foi à cause des musulmans ? écrit-il au métropolite de Rew-Ardachir. Ce n'est pas, comme ils le prétendent, parce qu'ils ont été forcés à abandonner leur religion, mais parce que les musulmans leur ont ordonné de céder la moitié de leurs biens pour avoir le droit de garder leur foi. Mais eux, abandonnant la foi qui est utile pour l'éternité, ils ont gardé la moitié des biens de ce monde qui passe. La foi que tous les peuples ont achetée et achètent encore du sang versé de leur cou, vos gens de Mazun n'ont pas voulu l'acheter de la moitié de leurs biens. »

Ichoyahb III n'exprime par ailleurs aucune contrariété vis-à-vis de la conquête musulmane en elle-même : « Quant aux Arabes auxquels Dieu a donné présentement l'empire du monde, écrit-il dans la même lettre, [...] non seulement ils ne combattent pas la religion chrétienne, mais ils font l'éloge de notre foi, honorent les prêtres et les saints du Seigneur, et font des dons aux églises et aux couvents ».
Ichoyahb III est considéré dans l'histoire de l'Église d'Orient comme le grand organisateur de la liturgie : il révisa le rituel et le bréviaire, réglementa le cycle de l'année liturgique, donna aux sacrements leur physionomie définitive. Dans une lettre au métropolite Simon, il se présente comme le successeur de saint Pierre pour l'Église d'Orient, à égalité avec le « patriarche du pays des Romains » (en fait sans doute le patriarche d'Antioche, historiquement « successeur de saint Pierre » comme le pape). C'était d'une façon générale un homme d'étude : il essaya de fonder une école dans le monastère de Beth 'Abhé, dans la province d'Erbil, mais cette tentative échoua à cause de la résistance des moines. Son œuvre littéraire est imposante : des homélies, des traités dogmatiques contre différentes hérésies, des textes liturgiques, une riche correspondance, et la biographie d'un saint martyr, l'Histoire de Jésusabran, éditée par Jean-Baptiste Chabot en 1897 dans les Nouvelles Archives des missions scientifiques.

## Édition de textes
- Rubens Duval (éd.), Išo'yahb III. Liber Epistularum, CSCO 11/12 (Script. Syri 11/12), Paris, 1904-05.